# Ingeborg Steffensen
Ingeborg Steffensen (4. juni 1888 i København – 7. januar 1964 på Frederiksberg) var en dansk operasanger (mezzosopran).
Hun debuterede i 1915 som Ännchen i Jægerbruden. I en menneskealder var hun en af de bærende kræfter på Det kgl. Teater i roller som Ingeborg i Drot og Marsk, Tatjana i Eugen Onegin og Magdelone i Maskarade. Hun blev udnævnt til Kongelig kammersangerinde i 1931 og modtog Ingenio et arti 1934.

## Eksterne links
- Ingeborg Steffensen på gravsted.dk

Dansk kvindebiografisk Leksikon